# هانیبورین
هانیبورین (به انگلیسی: Honeybourne) یک روستا و محله مدنی در بریتانیا است که در Wychavon واقع شده‌است. هانیبورین ۱٬۶۱۹ نفر جمعیت دارد.